# Manuel Herrero Galaso
Manuel Herrero Galaso (Andújar, Jaén, 28 de junio de 1970), más conocido como Manolo Herrero, es un exfutbolista español que jugaba en la posición de mediocentro y actualmente  dirige al Real Jaén.

## Biografía
Nacido en Andújar en 1970, comenzó jugando en categorías inferiores del Iliturgi.

### Trayectoria como jugador
Debutó con el CD Iliturgi en 1987 y en 1991 fichó por el Real Jaén CF. Allí jugó tres temporadas, vivió el sueño de la copa 92-93 y en 1994 fichó, junto a Manolo Chumilla, por el Real Valladolid, aunque tan solo jugó media temporada y en la segunda mitad de la temporada fue cedido al Córdoba CF. Después volvió al Real Jaén CF, donde jugó una temporada. Entre 1996 y 2003 militó en el Granada CF, Málaga CF y Gimnàstic de Tarragona. En 2003 vuelve al Real Jaén CF donde se retiraría en 2006.

### Trayectoria como entrenador
El técnico nacido en Andújar, debutó en 2009 como director técnico del Real Jaén B de donde pasó a dirigir al primer equipo del Real Jaén en 2011, club al que dirigió durante cinco campañas, consiguiendo un ascenso a Segunda. En 2013 tras conseguir el ascenso a segunda y tras una temporada en segunda, el club jienense descendió en el último partido de Liga, lo que produjo la dimisión como entrenador del Real Jaén. 
En 2015 sustituye a Pacheta al frente del Hércules de Alicante CF al que entrenó durante dos ejercicios, fue destituido tras una dolorosa derrota ante el CD Alcoyano. 
Más tarde, pasó a dirigir a la SD Ponferradina pero no cumplió con los objetivos estipulados.
En verano de 2017, llega a la UD Melilla de la Segunda División B de España 2017-18, dónde acabó la liga regular en la quinta posición del grupo IV, quedándose fuera de los Playoffs de ascenso por el golaverage.
El 13 de junio de 2018, es nombrado entrenador del Real Murcia CF para dirigir al conjunto murciano durante la temporada 2018-19 en el Grupo IV de la Segunda División B.
En mitad de temporada 2019-20, vuelve a la UD Melilla de la Segunda División B de España, tras la destitución de Víctor Cea Zurita y que no pudo concluir debido a la cancelación de la competición por la pandemia provocada por la COVID-19.
En la temporada 2020-21, Herrero siguió ligado al club melillense ejerciendo funciones dentro de la secretaria técnica.
El 18 de junio de 2021, regresa al banquillo de la UD Melilla para dirigirlo en la Segunda División RFEF. El 22 de febrero de 2022, es destituido al frente del conjunto melillense.

## Clubes

### Como jugador
| Club                   | País   | Año       |
| ---------------------- | ------ | --------- |
| CD Iliturgi            | España | 1987-1991 |
| Real Jaén CF           | España | 1991-1994 |
| Real Valladolid CF     | España | 1994-1995 |
| Córdoba CF             | España | 1994-1995 |
| Real Jaén CF           | España | 1995-1996 |
| Málaga CF              | España | 1996-1998 |
| Granada CF             | España | 1998-1999 |
| Gimnàstic de Tarragona | España | 1999-2003 |
| Real Jaén CF           | España | 2003-2006 |

### Clubes como entrenador
| Club                       | País   | Año       |
| -------------------------- | ------ | --------- |
| Real Jaén B                | España | 2009-2010 |
| Real Jaén CF (provisional) | España | 2009      |
| Real Jaén CF               | España | 2011-2014 |
| Hércules CF                | España | 2015-2016 |
| SD Ponferradina            | España | 2016      |
| UD Melilla                 | España | 2017-2018 |
| Real Murcia CF             | España | 2018-2019 |
| UD Melilla                 | España | 2019-2020 |
| UD Melilla                 | España | 2021-2022 |

## Palmarés

### Como jugador
| Título                        | Club       | País   | Año     |
| ----------------------------- | ---------- | ------ | ------- |
| Segunda División B - Grupo IV | Córdoba CF | España | 1994/95 |
| Segunda División B - Grupo IV | Málaga CF  | España | 1997/98 |

#### Logros
- Ascenso a Segunda División con el Málaga CF.
- Ascenso a Segunda División con el Gimnàstic de Tarragona.

### Como entrenador
| Título                        | Club      | País   | Año     |
| ----------------------------- | --------- | ------ | ------- |
| Segunda División B - Grupo IV | Real Jaén | España | 2012/13 |

#### Logros
- Ascenso a Segunda División con el Real Jaén.
- Ascenso a Segunda Federación con el Real Jaén.

### Distinciones individuales
| Distinción        | Año  |
| ----------------- | ---- |
| Premio Ramón Cobo | 2012 |